# هيو ماثيسون
هيو ماثيسون (بالإنجليزية: Hugh Matheson)‏ هو مجدف بريطاني، ولد في 16 أبريل 1949.

## وصلات خارجية
- هيو ماثيسون على موقع الاتحاد الدولي للتجديف (الإنجليزية)
- هيو ماثيسون على موقع اللجنة الأولمبية الدولية (الإنجليزية)
- هيو ماثيسون على موقع أوليمبيديا (الإنجليزية)
- هيو ماثيسون على موقع اللجنة الأولمبية البريطانية (الإنجليزية)